# Karklėnai
Karklėnai (ryska: Каркленай) är en ort i Litauen. Den ligger i den västra delen av landet, 200 km nordväst om huvudstaden Vilnius. Karklėnai ligger 157 meter över havet och antalet invånare är 401.
Terrängen runt Karklėnai är platt. Runt Karklėnai är det ganska glesbefolkat, med 24 invånare per kvadratkilometer. Närmaste större samhälle är Varniai, 15,1 km nordväst om Karklėnai. Trakten runt Karklėnai består till största delen av jordbruksmark.